# Robert Lemaître
Pour les articles homonymes, voir Lemaître.
Robert Lemaître, né le 7 mars 1929 à Plancoët dans les Côtes-du-Nord et mort le 9 mars 2019 à Namur en Belgique, est un footballeur international français.

## Biographie
Il commence sa carrière professionnelle en 1951 au Stade rennais FC. Puis, défenseur au Lille OSC à partir de 1953, il joue deux matches avec l'équipe de France : le 17 décembre 1953, il est le capitaine des tricolores qui étrillent  le Luxembourg, 8 à 0, pour un match de qualification de la Coupe du monde. Il joue ensuite un match amical l'année suivante, contre Belgique (score, 3-3). 
Champion de France avec les lillois en 1954, il remporte la Coupe de France l'année suivante.
Il joue ensuite au Havre à partir de 1956, puis à Bordeaux, en 1957-1958. Il termine sa carrière de joueur à Roubaix. Il est l'entraîneur du CORT quelques mois, d'avril à juin 1959.

## Palmarès
- International français A en 1953 et 1954 (2 sélections)
- Champion de France en 1954 avec le Lille OSC
- Vainqueur de la Coupe de France en 1955 avec le Lille OSC